# Glypta prominens
Glypta prominens är en stekelart som beskrevs av Dasch 1988. Glypta prominens ingår i släktet Glypta och familjen brokparasitsteklar. Inga underarter finns listade i Catalogue of Life.